# Trapelus mutabilis
Espèce
Synonymes
- Agama mutabilis Merrem, 1820
- Agama deserti Lichtenstein, 1823
- Trapelus aegyptius Cuvier, 1829
- Agama gularis Reuss, 1834
- Agama leucostygma Reuss, 1834
- Agama loricata Reuss, 1834
- Agama nigrofasciata Reuss, 1834
- Agama pallida Reuss, 1834
- Agama latastii Boulenger, 1885
- Agama aspera Werner, 1893

Statut CITES
Trapelus mutabilis est une espèce de sauriens de la famille des Agamidae.

## Répartition
Cette espèce se rencontre en Mauritanie, au Maroc, en Algérie, au Mali, en Tunisie, en Libye, au Tchad, en Égypte, au Soudan, en Israël, en Arabie saoudite et en Irak. 
Sa présence en Jordanie est incertaine.

## Liste des sous-espèces
Selon The Reptile Database (23 mars 2012) :
- Trapelus mutabilis mutabilis (Merrem, 1820)
- Trapelus mutabilis pallidus (Reuss, 1834)
- Trapelus mutabilis poppeki Wagner, Melville, Wilms & Schmitz, 2011

## Publications originales
- Merrem, 1820 : Versuch eines Systems der Amphibien I (Tentamen Systematis Amphibiorum). J. C. Krieger, Marburg, p. 1-191 (texte intégral).
- Reuss, 1834 : Zoologische miscellen. Reptilien, Ophidier. Abhandlungen aus dem Gebiete der beschreibenden Naturgeschichte, vol. 1, p. 129-162.
- Wagner, Melville, Wilms & Schmitz, 2011 : Opening a box of cryptic taxa – the first review of the North African desert lizards in the Trapelus mutabilis Merrem, 1820 complex (Squamata: Agamidae) with descriptions of new taxa. Zoological Journal of the Linnean Society, vol. 163, p. 884–912.